# Natalya Ziganshina
Natalya Ziganshina (Наталья Зиганшина) est une gymnaste artistique russe, née le 24 décembre 1985 à Léningrad (actuelle Saint-Pétersbourg).
Elle a notamment été championne d'Europe au saut de cheval et par équipes en 2002. Elle a également remporté trois médailles mondiales et une médaille olympique.
Elle s'appelle Natalya Gazina (Наталья Газина) depuis son mariage.

## Biographie
Elle est d'origine tatare du côté de son père.

## Palmarès

### Jeux olympiques
- Athènes 2004
  -  médaille de bronze au concours général par équipes

### Championnats du monde
- Gand 2001
  -  médaille d'argent au concours général individuel
  -  médaille d'argent au concours général par équipes

- Debrecen 2002
  -  médaille d'argent au saut de cheval
  - 7e au sol

### Championnats d'Europe
- Patras 2002
  -  médaille d'or au saut de cheval
  -  médaille d'or au concours général par équipes
  -  médaille d'argent au sol
  - 4e au concours général individuel